# Lobocleta favillifera
Lobocleta favillifera är en fjärilsart som beskrevs av Walker 1866. Lobocleta favillifera ingår i släktet Lobocleta och familjen mätare. Inga underarter finns listade i Catalogue of Life.